# Antón Castro
Antonio Rodríguez Castro, conocido como Antón Castro (Lañas (Arteijo), La Coruña, 25 de agosto de 1959), es un escritor, dramaturgo y periodista español.

## Biografía
Ha residido en Camarena de la Sierra, Urrea de Gaén, Cantavieja y La Iglesuela del Cid. Y desde el verano de 1978 vive en la ciudad de Zaragoza.
Escribe en gallego, su lengua nativa, y en castellano.
Dirigió los suplementos culturales: Imán (El Día de Aragón) y Rayuela y La Cultura en El Periódico de Aragón, en los que fue responsable de su sección de cultura.
Dirige desde 2001 el suplemento Artes y Letras del periódico Heraldo de Aragón.
Presentó y dirigió varios programas de televisión: Viaje a la luna en la emisora autonómica aragonesa Antena Aragón, "El Paseo" en la local RTVA y "Borradores", un espacio que Aragón Televisión emitió desde el 21 de mayo de 2006 hasta el 17 de enero de 2012.
Desde el año 2000 dirige los Encuentros Literarios de la localidad de Albarracín.
Ha colaborado en múltiples revistas literarias, como Librújula.

## Premios
El 25 de septiembre de 2013 fue galardonado con el Premio Nacional de Periodismo Cultural, dotado con 20.000 euros, por su destacada labor en los medios, especialmente en el diario Heraldo de Aragón y en el programa televisivo Borradores, de Aragón Televisión. El jurado también reseñó la actividad llevada a cabo por Castro en los últimos años, tanto en su blog como en su perfil de redes sociales, medios empleados por el galardonado al servicio de la difusión de la cultura.

## Blog
Antón Castro mantiene uno desde mayo de 2004.

## Obra
- Mitologías (1987)
- El corazón desbordado (1990, sobre Julio Antonio Gómez)
- Los pasajeros del estío (1990)
- El silbo vulnerado (1991)
- Bestiario Aragonés (1991)
- Aragoneses ilustres, ilustrados e iluminados (1992) (en colaboración con José Luis Cano)
- Retratos imaginarios (1994) (en colaboración con José Luis Cano)
- Veneno en la boca (Xordica, 1994) (prólogo de Enrique Vila-Matas) (libro de entrevistas con, entre otros, Soledad Puértolas, Jesús Moncada, Javier Tomeo, Agustín Sánchez Vidal, José María Conget, Ana María Navales, Pilar Nasarre e Ignacio Martínez de Pisón)
- El testamento de amor de Patricio Julve (Destino, 1995)
- A lenda da cidade asolagada (Xerais, 1995)
- Arquitecturas imaginarias de Aragón (1995)
- Vida e morte das baleas (1997)
- Los seres imposibles (Destino, 1998)
- El álbum del solitario (Destino, 1999)
- Parábolas y monstruos de Javier Tomeo (Ayuntamiento de Zaragoza, 1999) (en colaboración con Daniel Gascón)
- Aragón (2001)
- Vidas de cine (BARC, 2002, sobre Julio Alejandro, Carlos Saura, José Luis Borau, Pepín Bello, José María Forqué y otros)
- Golpes de mar (Destino, 2006).
- Fotografías veladas (Xordica, 2008).
- Jorge y las sirenas. Con ilustraciones de Alberto Aragón (Marboré, 2009).
- Las Grutas de Cristal y el Puente de Fonseca. Con ilustraciones de Alberto Aragón (Gobierno de Aragón, 2009)
- Vivir del aire. (Olifante: La Casa del Poeta, 2010)
- Los domadores del balón. Un diario del Mundial de Fútbol de 2006. (Eclipsados, 2010)
- El paseo en bicicleta. Olifante, 2011.
- El testamento de amor de Patricio Julve. Xordica, 2011.
- Versión original (Isla de Siltolá, 2012). Antología poética con textos inéditos.
- Cariñena (Ediciones 94 /Denominación de Origen de Cariñena, 2012; Pregunta, 2018). Novela.
- El niño, el viento y el miedo (Nalvay, 2013). Ilustraciones de Javier Hernández. Libro de cuentos fantásticos de la infancia en Galicia.
- El dibujante de relatos. Pregunta, 2013. Con ilustraciones de Juan Tudela.
- La leyenda de la ciudad sumergida. Nalvay, 2014. Con ilustraciones de Javier Hernández.
- Seducción. Olifante, 2014.
- La pantera. Con ilustraciones de Jorge, diseño de Fernando Lasheras y texto de Antón Castro. La Zaragoza, 2015.

Ha sido traductor al castellano de autores como Miquel Ángel Riera (Destino, 1994), Miguel Torga, José Agostinho Baptista, José Saramago, Manuel Rivas  y otros.